# Сонгкхла
Сонгкхла (тайск. สงขลา) — город на юге Таиланда, административный центр одноимённой провинции.
Население — 73456 человек (2008), в отличие от остальных столиц провинций страны, это не самый населённый город провинции. Самый населённый город провинции — Хатъяй (157359 человек, 2008 год).

## География
Сонгкхла расположена у пролива, соединяющего озеро Сонгкхла и Сиамский залив. Город — крупнейший порт на восточном побережье перешейка Кра.

## Изображения

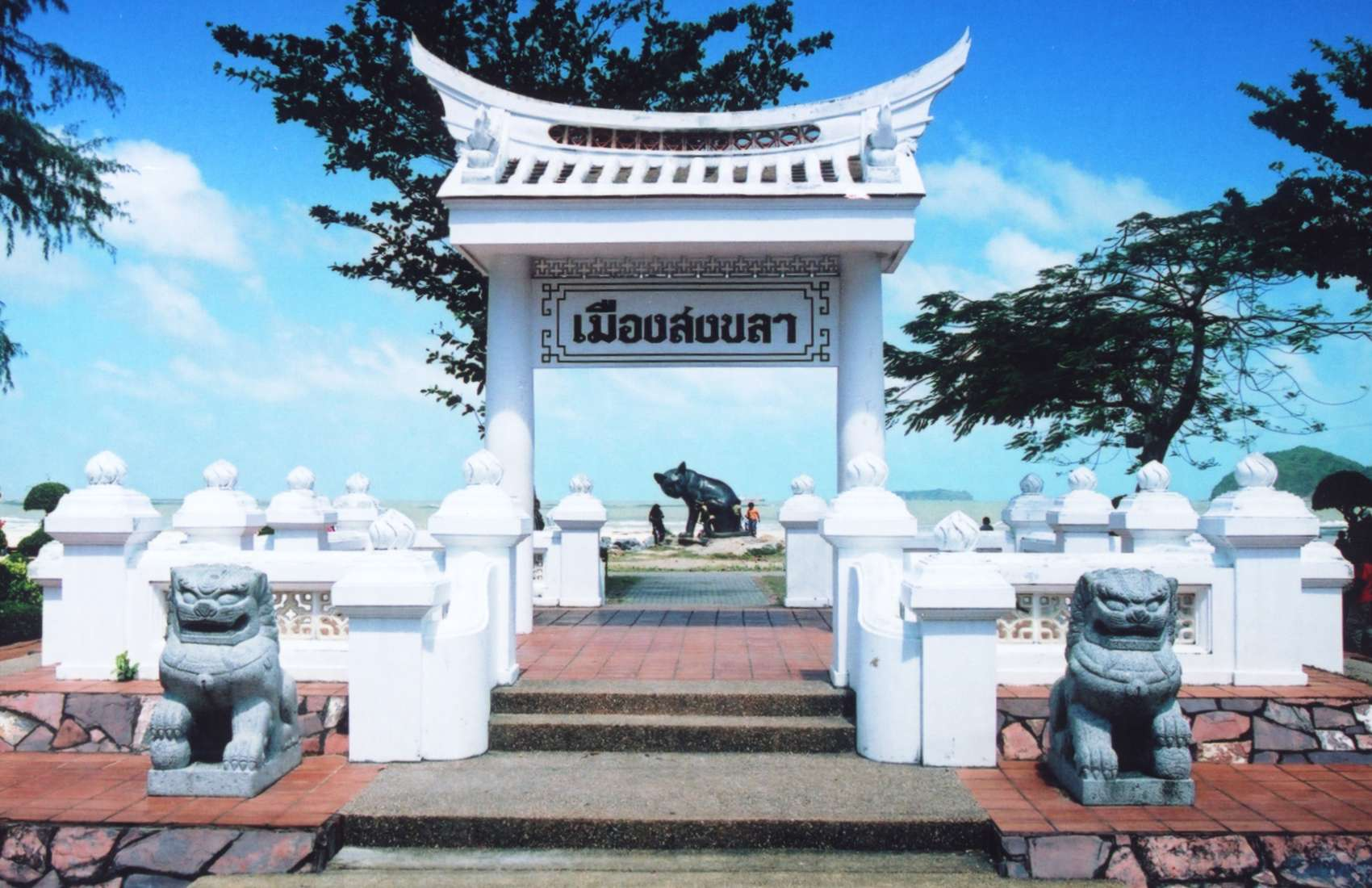
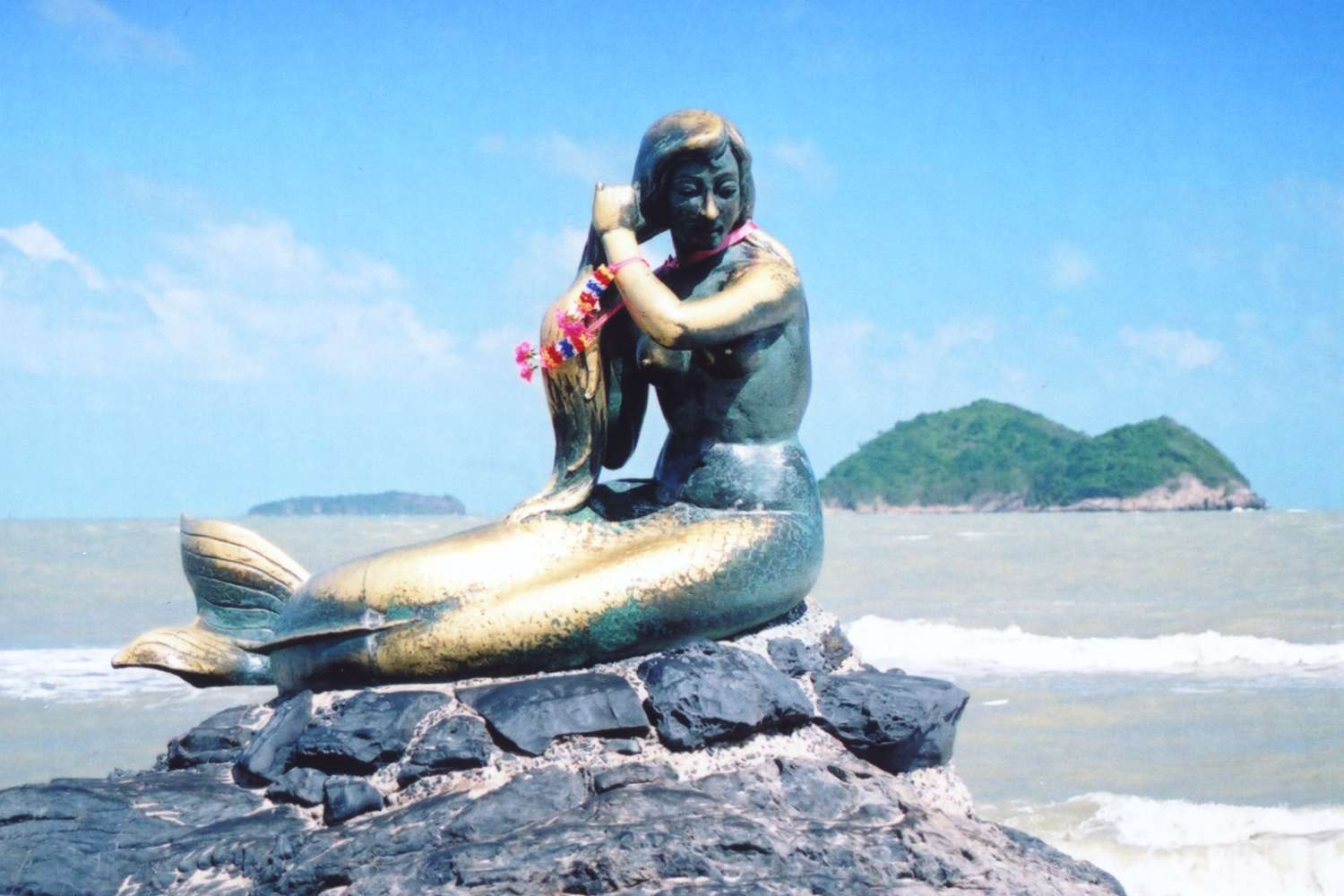
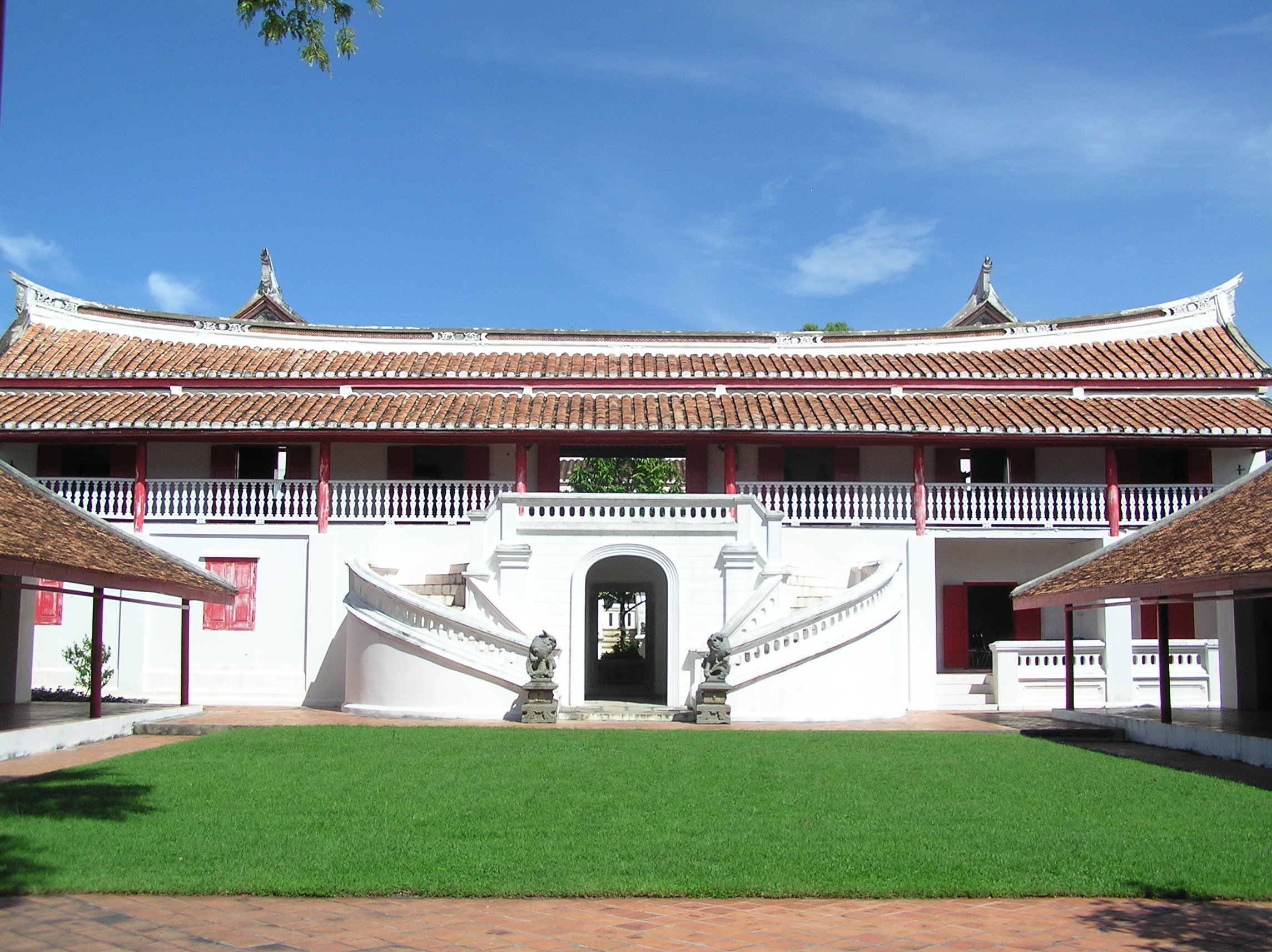